# McMasterville
McMasterville est une ville dans la municipalité régionale de comté de La Vallée-du-Richelieu au Québec (Canada), située dans la région administrative de la Montérégie.

## Toponymie
Son nom fait référence au premier président de la compagnie Canadian Explosives Limited, William McMaster.

## Histoire
McMasterville a été fondée en 1917 pour accueillir les travailleurs de la Canadian Explosives Limited.
En août 2023, le statut municipal de McMasterville est modifié, passant du statut de municipalité à celui de ville. La ville est depuis lors régie par la Loi sur les cités et villes au lieu du Code municipal du Québec.

## Héraldique
| Vis Nostra in Labore |
| -------------------- |

| L'écu de McMasterville se blasonne ainsi : Mi-parti d’hermine, de gueules et coupé d’azur; au 1er, d’hermine au lion léopardé de gueules ; au 2e de gueules à la croix fleur de lysée d’or ; au 3e d’azur, à une rivière courante en pointe d’argent, et posée en face. Surmontée d’une flamme de même accompagnée en chef d’une cornue d’or. |

## Géographie
La rivière Richelieu délimite le sud de la municipalité en coulant vers le nord-est.

## Démographie
| 1991  | 1996  | 2001  | 2006  | 2011  | 2016  | 2021  |
| ----- | ----- | ----- | ----- | ----- | ----- | ----- |
| 3 689 | 3 813 | 3 984 | 5 234 | 5 615 | 5 698 | 5 936 |

## Administration
Les élections municipales se font en bloc et suivant un découpage de six districts.
| McMasterville Maires depuis 2001                                                                                     |               |                                                                                   |          |
| Élection | Maire         | Qualité                                                                           | Résultat |
| 2001 | Gilles Plante | Maire à partir de 1993 Conseiller municipal (1989-1993)                           | Voir     |
| 2005 | Gilles Plante | Maire à partir de 1993 Conseiller municipal (1989-1993)                           | Voir     |
| 2009 | Gilles Plante | Maire à partir de 1993 Conseiller municipal (1989-1993)                           | Voir     |
| 2013 | Gilles Plante | Maire à partir de 1993 Conseiller municipal (1989-1993)                           | Voir     |
| 2017 | Martin Dulac  | Conseiller municipal (2014-2017) Candidat d'Option nationale dans Borduas en 2012 | Voir     |
| 2021 | Martin Dulac  | Conseiller municipal (2014-2017) Candidat d'Option nationale dans Borduas en 2012 | Voir     |
| Élection partielle en italique Depuis 2005, les élections sont simultanées dans toutes les municipalités québécoises |               |                                                                                   |          |

## Économie
La giga usine de batteries Northvolt Six est en construction sur un terrain de McMasterville (partagé avec sa voisine Saint-Basile-le-Grand).

## Société et culture
La ville est l'hôte de l'École d'éducation internationale de niveau secondaire où des jeunes peuvent suivre le Programme d'éducation internationale tel que proposé par l'Organisation du baccalauréat international.
Depuis la construction d'une gare de train de banlieue située sur la ligne Montréal–Mont-Saint-Hilaire de l'Agence métropolitaine de transport en 2003, McMasterville vit un boom immobilier impressionnant. Un autre facteur expliquant ce boom est l'implantation de garderies de type CPE, la même année.
La ville compte une église catholique, l'église du Sacré-Cœur, et une église unie.